# Tarkint
Tarkint est une commune malienne,chef-lieu cercle de Bourem, dans la région de Gao. Le village est à 95 km au nord-est de Bourem et 155 km de Gao. Tarkint étend sur 23.000 km² et comprend une partie de la vallée du Tilemsi. Dans le recensement de 2009 Tarkint avait une population de 19.082 personnes.

## Air Cocaïne
Début novembre 2009, un Boeing 727-200 venant de Venezuela via Guinée Bissau et transportant, selon l’ONU, de “la cocaïne et autres produits illicites” avait atterri près de Tarkint dans la région de Gao. Il est retrouvé en partie calciné. L’appareil a déchargé son précieux contenu puis est sorti de la piste artisanale avant d’être incendié par les trafiquants, selon des recoupements faits sur place par un journaliste de l’AFP. Dans un premier temps, les informations faisaient état d’un “crash” au décollage. Des fûts vides de carburant retrouvés sur le terrain confirment que l’audacieuse opération a été minutieusement préparée et exécutée.
En plein désert, loin des regards indiscrets et hors de la zone de couverture des radars, au lieu-dit Sinkrebaka (“bélier aux cornes tordues”, en langue tamasheq), à quelque 200 km au nord de Gao.